# Post meridiem
Post meridiem è un'espressione latina, comunemente abbreviata in P.M., p.m., o pm, che indica le ore da mezzogiorno alle ventitré di sera. Post Meridiem significa - letteralmente - "dopo il meriggio", indicando quindi l'orario che va dalle 12:00:00 alle 23:59:59. La parola opposta indica le restanti ore della giornata ed è Ante meridiem.  
Tale espressione viene utilizzata negli stati anglosassoni per indicare l'ora.
Le ore della sezione pomeridiana sono:
| Descrizione estesa | Notazione 12h | Notazione 24h |
| ------------------ | ------------- | ------------- |
| Mezzogiorno        | 12:00 PM      | 12:00         |
| Le tredici         | 1:00 PM       | 13:00         |
| Le quattordici     | 2:00 PM       | 14:00         |
| Le quindici        | 3:00 PM       | 15:00         |
| Le sedici          | 4:00 PM       | 16:00         |
| Le diciassette     | 5:00 PM       | 17:00         |
| Le diciotto        | 6:00 PM       | 18:00         |
| Le diciannove      | 7:00 PM       | 19:00         |
| Le venti           | 8:00 PM       | 20:00         |
| Le ventuno         | 9:00 PM       | 21:00         |
| Le ventidue        | 10:00 PM      | 22:00         |
| Le ventitré        | 11:00 PM      | 23:00         |

Con la precisazione che le 12:00 PM sono le 12:00 di mezzogiorno mentre le 12:00 AM sono le 00:00 di mezzanotte, ovvero l'inizio del giorno.